# NonVisual Desktop Access
Pour les articles homonymes, voir NVDA.
Ne doit pas être confondu avec Nvidia.
NonVisual Desktop Access (NVDA) est un lecteur d'écran libre et gratuit pour les utilisateurs de Windows. Il permet d'obtenir une synthèse vocale ou une version en braille du contenu disponible à l'écran, et ce pour les personnes ayant un handicap visuel.

## Historique
Aveugle à l'âge de 15 ans, l'Australien Michael Curran prend conscience du coût important des lecteurs d'écran existants pour les personnes malvoyantes, et par conséquent de la difficulté d'accessibilité à l'univers numérique pour nombre d'entre elles. Porté par la vague des logiciels en libre accès, il travaille en 2006 sur un lecteur d'écran accessible et gratuit, NonVisual Desktop Access. Avec son ami et collègue James Teh, également handicapé visuel, il met sur pied NV Access, une organisation ayant pour but de supporter le développement de leur logiciel. Ils bénéficient notamment de financement de la Fondation Mozilla et de Microsoft.

## Caractéristiques
La restitution sonore ainsi que le contrôle de la voix de l'utilisateur sont réalisés via un synthétiseur vocal (eSpeak, par défaut, ou alors ETI-Eloquence, Nuance ou Acapela (en)) ou un afficheur braille.
NVDA fonctionne sur un processeur 32 ou 64 bits. Il peut être téléchargé sur l'ordinateur, mais peut également être utilisé directement à partir d'une clé USB ou d'un autre support portable, ce qui permet d'avoir accès à un lecteur d'écran en dehors de la maison.
Il prend en charge plusieurs interfaces d'accessibilité telles que Microsoft Active Accessibility (en), Java Access Bridge (en), IAccessible2 (en) et UI Automation.
Il est compatible avec les navigateurs Google Chrome, Firefox, Internet Explorer et Microsoft Edge, les différents services de messagerie électronique, tout comme avec de nombreux logiciels de bureautique : Microsoft Word, Excel, Powerpoint, mais également LibreOffice ou OpenOffice.
Le lecteur d'écran NVDA lit automatiquement le texte se trouvant sous la souris. Il énonce des informations au sujet de la mise en forme du texte : police, taille, présence de fautes, etc. La synthèse vocale peut être personnalisée en termes de volume, débit, hauteur, ponctuation, changement automatique de langue. Il est possible d'ajouter des modules complémentaires pour plus de fonctionnalités.

## Utilisation
NVDA rejoint un nombre grandissant d'utilisateurs, et rattrape JAWS, son principal compétiteur sur Windows. Selon une enquête menée en 2017, 64,9 % des gens utilisant un lecteur d'écran avaient recours à NVDA, contre 66 % qui utilisaient Jaws et 39,6 % qui utilisaient VoiceOver (développé par Apple). Lorsqu'ils naviguent sur le Web, c'est avec Firefox qu'ils sont plus nombreux à utiliser NVDA.